# Antonio Giovinazzi
Antonio Maria Giovinazzi (Martina Franca, 14 dicembre 1993) è un pilota automobilistico italiano, vincitore della 24 Ore di Le Mans 2023 con la Ferrari.
Ha corso in Formula 1 nel 2017 con la Sauber per due Gran Premi e dal 2019 al 2021 con lo stesso team che ha però cambiato nome in Alfa Romeo Racing.

## Carriera

### Inizi e Formula 3
Giovinazzi corre con i kart dal 2006 al 2012, vincendo il Trofeo Nazionale italiano 60cc e quello europeo 60cc nel 2006.
Nel 2012 debutta sulle monoposto partecipando alla Formula Pilota China. Conclude come campione la sua prima stagione, con un totale di sei vittorie. Corre anche per la Target Racing nell'ultimo evento del campionato 2012 della Formula Abarth a Monza. Nonostante una vittoria e un secondo posto, non riceve alcun punto in quanto pilota ospite.

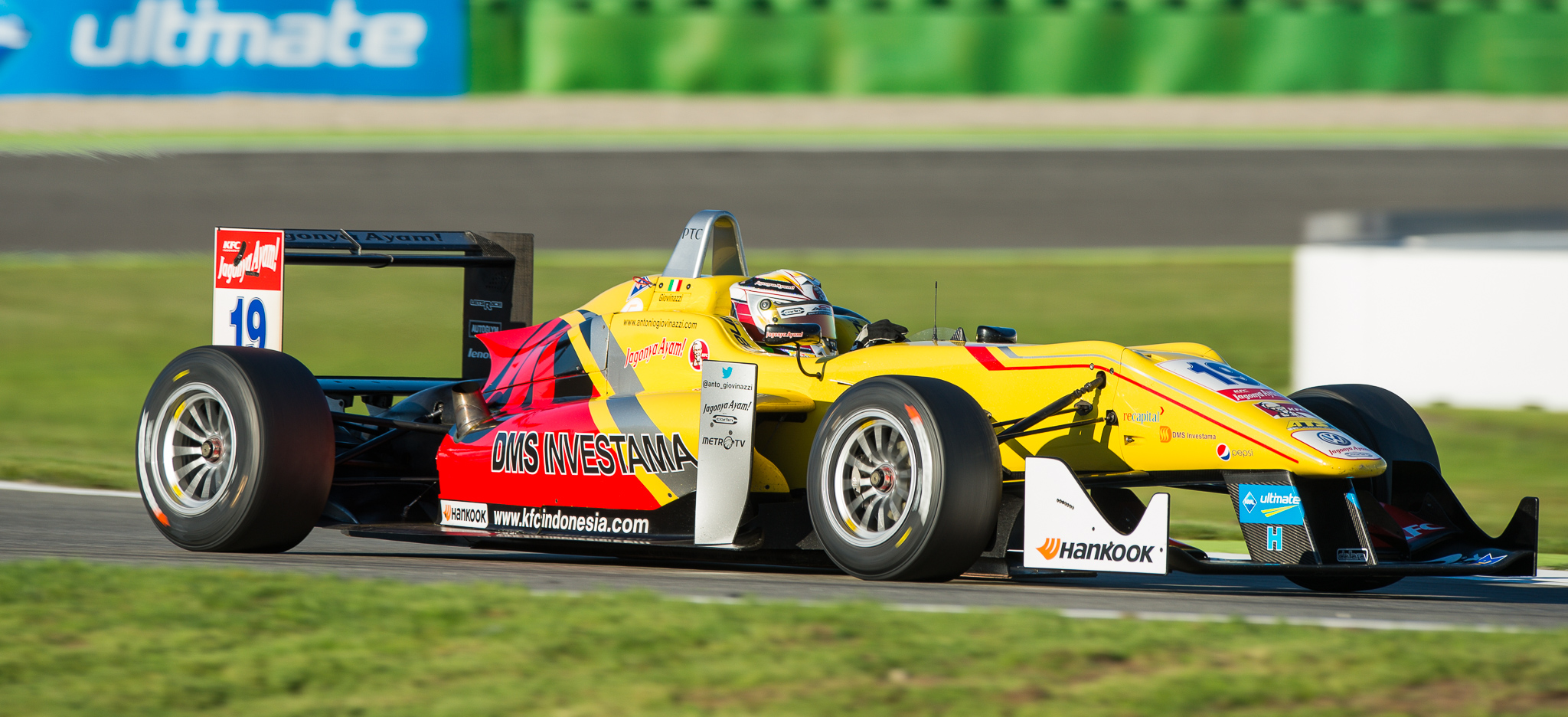
Giovinazzi in Formula 3 nel 2014.

Nel 2013 prende parte alla Formula 3 europea con il team Double R Racing. Segna i primi punti a Brands Hatch dopo avere concluso 11º e 9º in due delle tre gare. Il 7 luglio 2013 gareggia anche nei Masters di Formula 3, chiudendo al 10º posto. Sempre nel 2013 Partecipa inoltre alla Formula 3 britannica insieme a Sean Gelael. Ottiene la sua prima vittoria in Formula 3 a Silverstone. A fine campionato si classifica al 2º posto assoluto, dietro Jordan King. Nel 2014 firma per Carlin per la F3 europea.
Nel 2015 prende parte al Campionato Europeo F3, e raggiunge il secondo posto anche in quel campionato, dietro la più performante Prema dello svedese Felix Rosenqvist, alla sua quarta stagione nella categoria. Questo risultato gli fa saltare il "passaggio" della GP3, per arrivare direttamente in GP2 (l’attuale Formula 2) nell'ultima stagione con quella denominazione, nel 2016.
Nel 2015 partecipa al Gran Premio di Russia del DTM 2015, alla guida di un'Audi RS5 DTM del team Phoenix Racing. Conclude gara 1 al 19º posto e gara 2 al 21º, senza raccogliere punti.

### GP2 Series
Nel 2016 debutta in GP2 alla guida di una monoposto della scuderia vicentina Prema Powerteam, con compagno di squadra Pierre Gasly. Nel Gran Premio d'Europa ottiene la sua prima vittoria in GP2, trionfando in gara-1 e ripetendosi il giorno dopo in gara-2, dopo avere conquistato anche la pole position e il giro veloce in gara-2. Si ripete in Belgio vincendo gara-2. Torna alla vittoria in Italia aggiudicandosi gara-1 e poi risale sul podio in gara-2, conclusa al 3º posto. Vince gara-1 anche in Malesia e chiude 4º in gara-2. All'appuntamento finale di Yas Marina chiude 5º in gara-1, mentre in gara-2 finisce 6º, piazzandosi 2º nella classifica finale, solo dietro al suo compagno di squadra Gasly.

### Endurance

#### Le prime gare in LMP2 (2016)
Nel 2016 Giovinazzi ha partecipato all'Asian Le Mans Series nella classe LMP2 in equipaggio con Sean Gelael. Hanno preso parte agli ultimi due round a Buriram e Sepang, vincendo entrambe le gare. Giovinazzi ha poi partecipato all'European Le Mans Series nel round di Silverstone insieme a Gelael e Mitch Evans per il team SMP Racing, concludendo al quinto posto. Ha poi debuttato nel campionato del mondo endurance, in occasione della 6 Ore del Fuji 2016 in equipaggio con Gelael e Giedo van der Garde per il team Extreme Speed Motorsports, piazzandosi quarto in classe LMP2. Ha poi preso parte al round successivo a Shanghai insieme a Gelael e Tom Blomqvist, arrivando secondo.

#### La partecipazione alla 24 Ore di Le Mans con le GT (2018)
Giovinazzi successivamente ha preso il via della 24 ore di Le Mans 2018 in classe GTE-Pro a bordo della Ferrari 488 GTE numero 52 di AF Corse. L'equipaggio, completato da Toni Vilander e Luis Felipe Derani, è risultato il migliore tra quelli alla guida di una Ferrari, classificandosi 5º nella classe LM-GTE Pro e 20º assoluto.

### Formula 1

#### Terzo pilota alla Ferrari e alla Sauber e il debutto in Formula 1 (2017-2018)

##### 2017

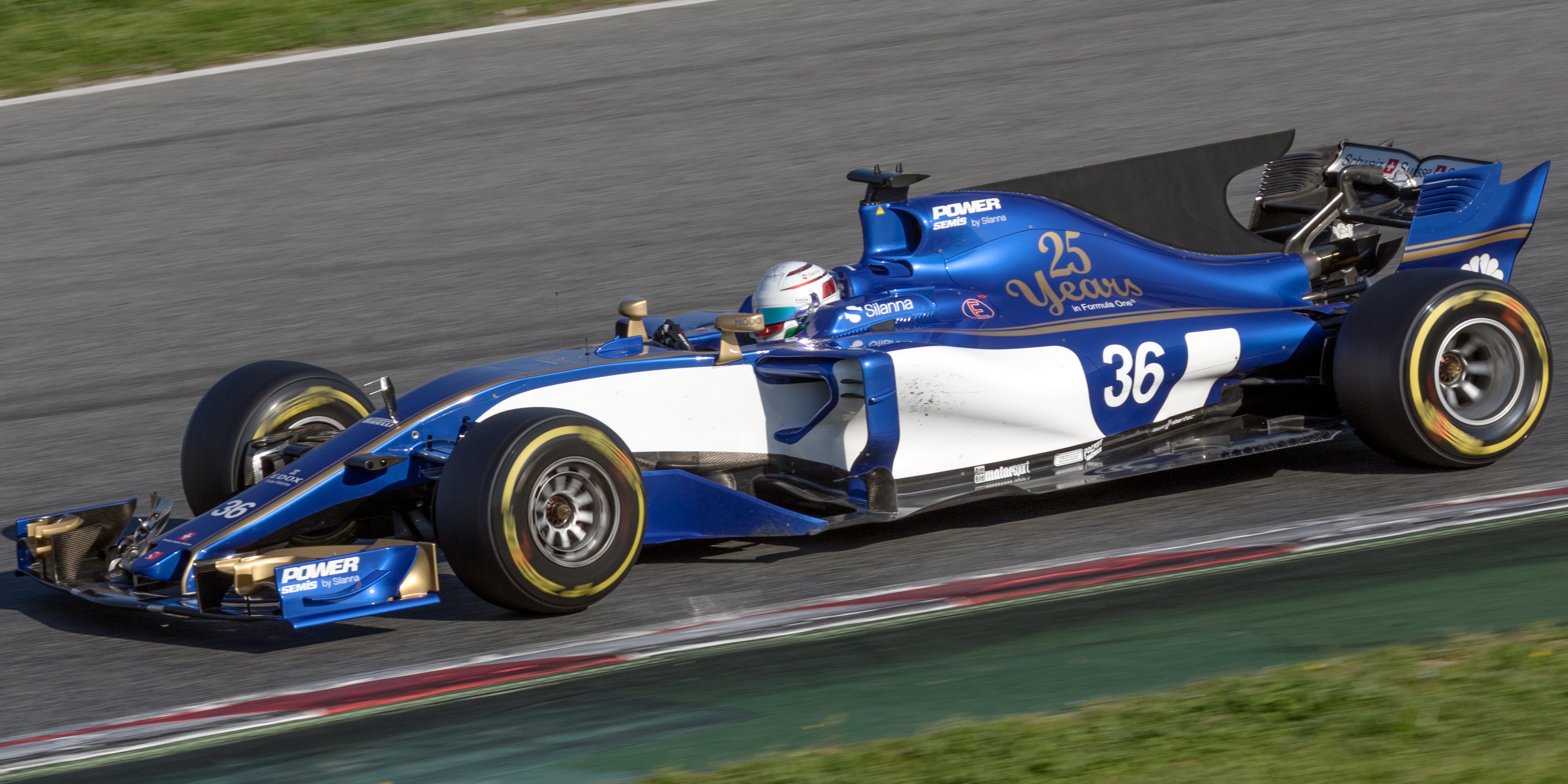
Giovinazzi sulla Sauber durante i test 2017.

Il 19 dicembre 2016 il presidente della Ferrari Sergio Marchionne annuncia l'ingaggio di Giovinazzi come terzo pilota della scuderia di Maranello, dietro a Sebastian Vettel e Kimi Räikkönen, a partire dalla stagione 2017. Il 2 febbraio 2017 fa il suo debutto sul Circuito di Fiorano con la Ferrari SF15-T. Partecipa anche ai test invernali di Formula 1 a bordo della Sauber C36 al posto dell'infortunato Pascal Wehrlein, ottenendo la nona posizione nella seconda giornata con il crono di 1:24:617.
Al primo Gran Premio della stagione in Australia, Giovinazzi fa il suo debutto in Formula 1 a partire dalle FP3 sostituendo Pascal Wehrlein, che, dopo avere disputato le prime due sessioni di prove libere, dichiara di non essere pronto per affrontare un Gran Premio completo a seguito del suo incidente alla RoC. Un pilota italiano torna così a correre in Formula 1 dopo il Gran Premio del Brasile 2011. Dopo il quindicesimo tempo in qualifica, Giovinazzi chiude la gara in dodicesima posizione.
Visto il protrarsi dei tempi di recupero di Wehrlein, a Giovinazzi viene data la possibilità di disputare anche il Gran Premio di Cina. Ben diverso è l'andamento del weekend di Shanghai: il pilota pugliese, durante il primo turno delle qualifiche, commette un errore e sbatte contro il muro, riuscendo comunque a qualificarsi, ma condannandosi a scontare una penalità per sostituzione del cambio. In gara parte, quindi, dalla diciottesima posizione, ma dopo 4 giri incappa in un altro errore e va nuovamente a muro, oltretutto a pochi metri dal luogo del precedente incidente. Per il Gran Premio del Bahrein, Wehrlein recupera il suo posto da pilota ufficiale, relegando Giovinazzi al ruolo originario di terzo pilota Ferrari. Il 31 maggio 2017 viene annunciata la sua presenza in 7 prove libere della stagione 2017, a partire dal Gran Premio di Gran Bretagna, al volante della Haas.

##### 2018
Il 2 dicembre 2017 viene ufficializzato come terzo pilota della Sauber per il 2018, restando anche terzo pilota della Ferrari. Durante l'anno disputa sei sessioni di prove libere a bordo della Sauber.

#### Alfa Romeo Racing (2019-2021)

##### 2019

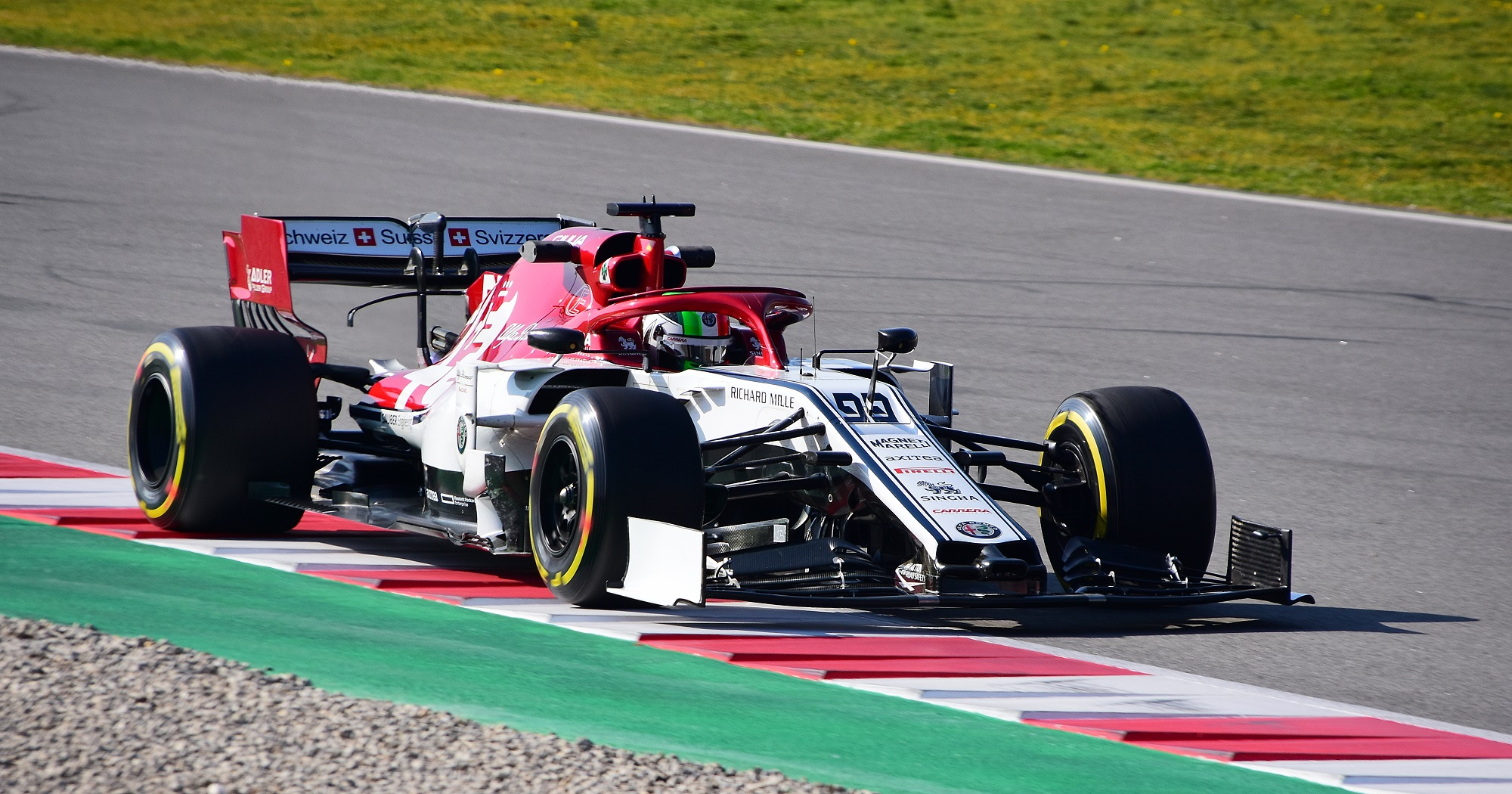
Giovinazzi nel 2019.

Il 25 settembre 2018 viene ufficializzato come pilota titolare della Alfa Romeo Racing per il 2019 insieme a Kimi Räikkönen. Dopo una prima parte di stagione difficile, al Gran Premio d'Austria coglie il suo primo punto in Formula 1, ottenendo il decimo posto. Dopo un ritiro a Silverstone, in Germania a Hockenheim giunge ottavo al traguardo, ma viene successivamente retrocesso fuori dalla zona punti assieme al compagno di squadra per irregolarità della vettura, mentre al Gran Premio del Belgio ancora una volta va a muro, all'ultimo giro, mentre era in ottava posizione.
Torna a punti a Monza, dove ottiene la nona posizione, risultando il primo italiano a farvi punti dal 2006. Un nuovo piazzamento tra i primi dieci arriva nel Gran Premio di Singapore, grazie al decimo posto finale; durante il GP, sfruttando le soste ai box, rimane al comando per alcuni giri ed è il primo pilota italiano in testa a un Gran Premio dal 2009. Il 4 novembre 2019 viene ufficialmente confermato anche per la stagione 2020. Il 17 novembre 2019 nel Gran Premio del Brasile 2019 arriva sesto al traguardo, il suo miglior risultato in carriera, che poi si trasforma in quinta posizione per la penalità di 5 secondi inflitta a Lewis Hamilton per un contatto con Alexander Albon. Nel Gran Premio conclusivo ad Abu Dhabi, il pilota italiano termina in sedicesima posizione, classificandosi diciassettesimo nel campionato piloti con 14 punti.

##### 2020

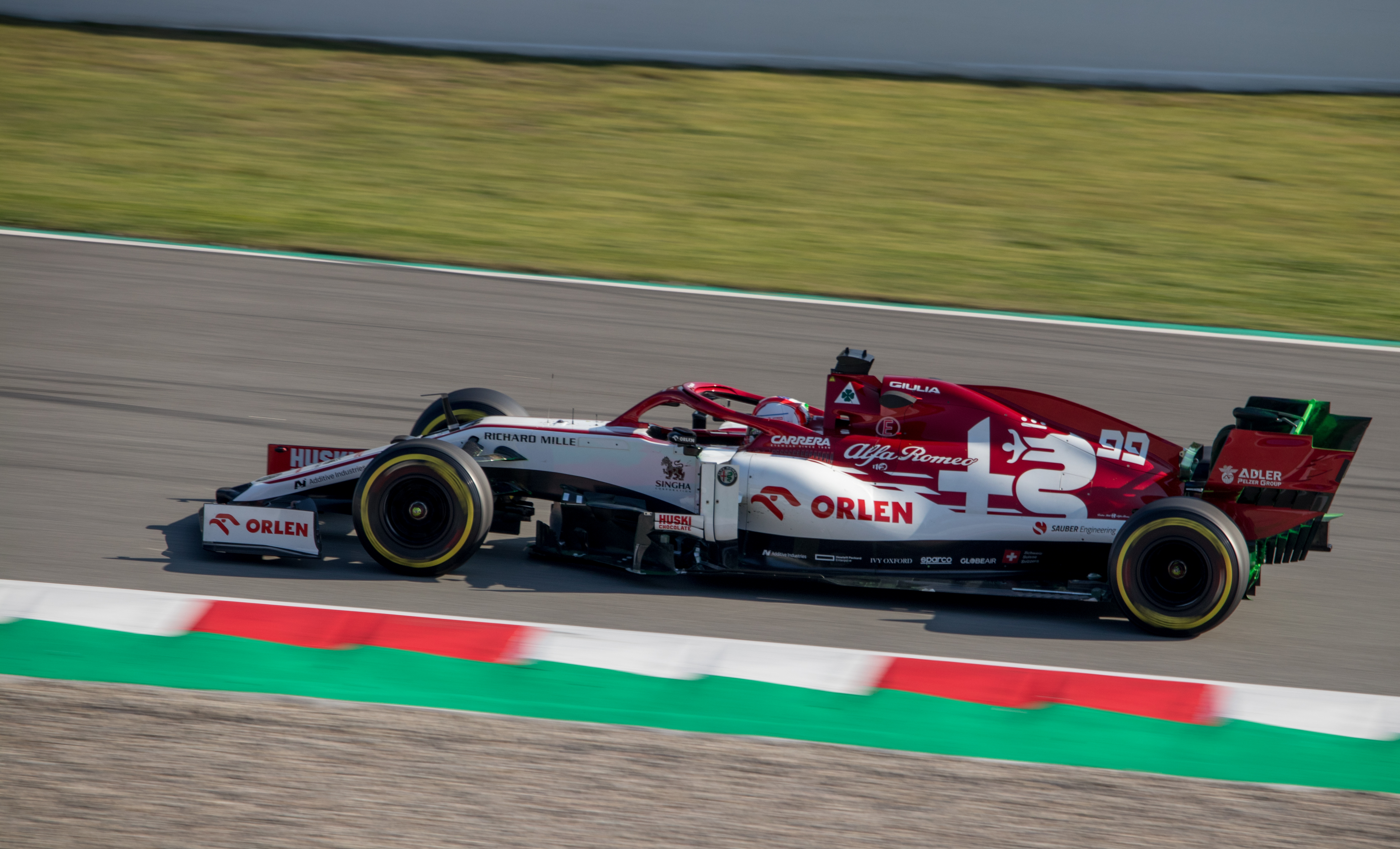
Giovinazzi durante i test prestagionali del 2020.

Nel 2020 apre la stagione con un nono posto nel Gran Premio d'Austria, davanti alla Ferrari di Sebastian Vettel. Seguono poi quattro prestazioni senza punti nel Gran Premio di Stiria, nel Gran Premio d'Ungheria, nel Gran Premio di Gran Bretagna e nel Gran Premio del 70º Anniversario, a causa anche di una vettura poco competitiva. Nel Gran Premio del Belgio è protagonista di un grosso incidente in uscita dalla curva 14, perdendo il controllo in uscita e colpendo con una gomma schizzata fuori al momento dell’incidente George Russell. Nel Gran Premio d'Italia, invece, ha un grande spunto iniziale che lo porta fino al 12º posto, ma una chiamata ai box da parte del team errata, con la pit lane ancora chiusa, lo porta inizialmente in 3ª posizione, ma con una pesante penalità da scontare, che lo retrocederà fino al 16º posto.
Nelle gare seguenti ottiene un altro piazzamento a punti, un decimo posto nel Gran Premio dell'Eifel.
Nel Gran Premio dell'Emilia-Romagna è protagonista poi di una grande rimonta, che lo porta dal 20º al 10º posto nonostante le note difficoltà di sorpasso nel circuito di Imola.
In Turchia ottiene poi la sua prima Q3 stagionale, qualificandosi al 10º posto per la gara, terminata poi precocemente per un problema al cambio. La stagione si distingue soprattutto per le ottime partenze in cui riesce a superare molte auto nei giri iniziali, nonostante una macchina poco competitiva.
Conclude il campionato con quattro punti, alla pari del compagno Kimi Räikkönen, che comunque riesce a battere nel testa a testa in qualifica 8 - 7 e viene riconfermato per il terzo anno alla guida dell'Alfa Romeo Racing.

##### 2021

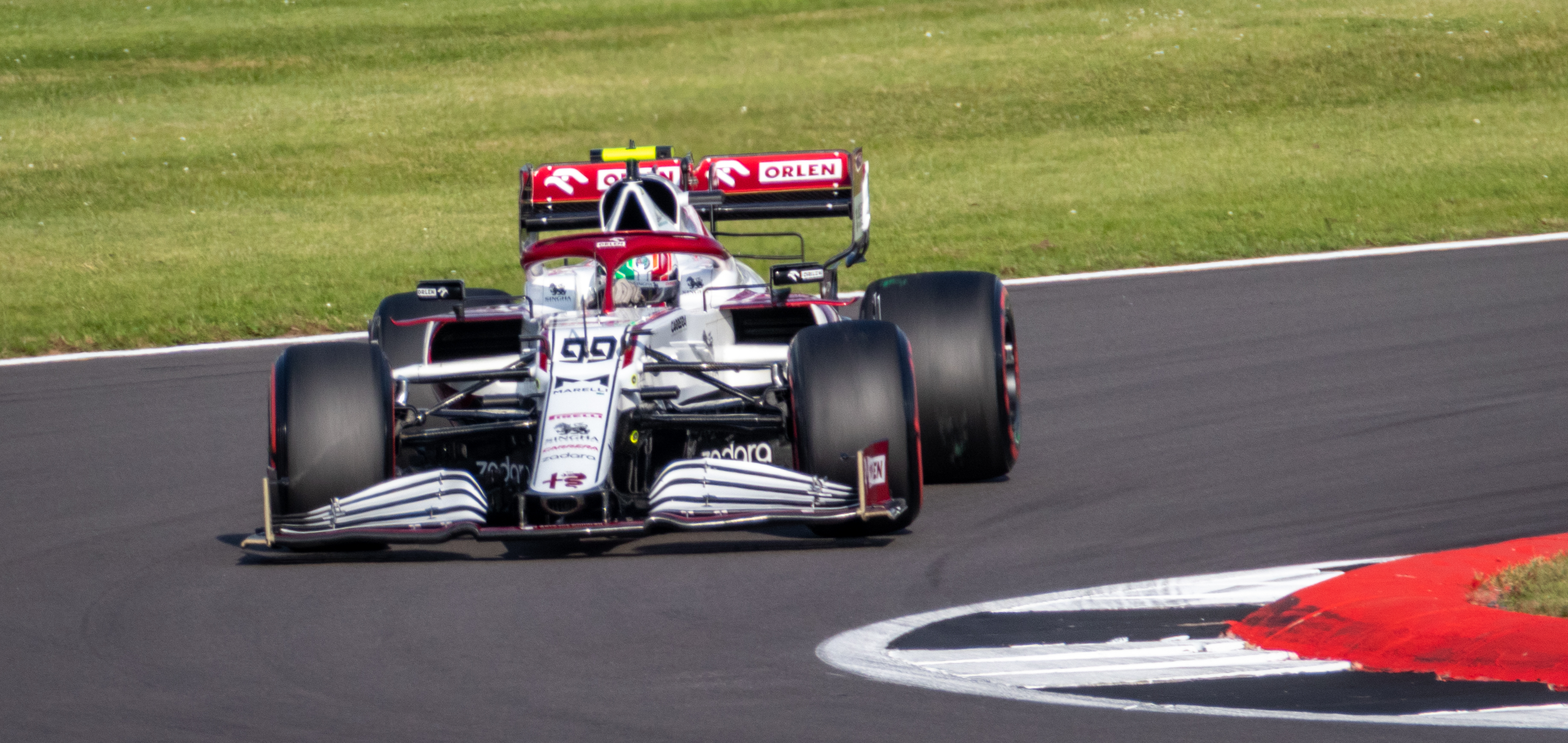
Giovinazzi durante il Gran Premio di Gran Bretagna 2021.

L’inizio della stagione non è dei migliori, con un dodicesimo posto nel Gran Premio del Bahrein, seguono poi altre tre gare senza punti nel Gran Premio di Imola (dove si trovava al nono posto prima di rientrare ai box per un check ai freni), Gran Premio del Portogallo e Gran Premio di Spagna. Al Gran Premio di Monaco ottiene il suo primo punto stagionale terminando al decimo posto, oltre alla prima apparizione in Q3 stagionale.
La stagione prosegue con molti episodi sfortunati, che lo costringono a dovere sempre lottare nelle retrovie, nonostante i buoni piazzamenti in qualifica.
Al Gran Premio d'Olanda si posiziona al 7º posto sulla griglia di partenza, raggiungendo il suo miglior risultato in qualifica in carriera, posizionandosi a un solo decimo dalla seconda fila. Durante la gara riporterà una foratura dopo il pit stop che gli comprometterà l'intero Gran Premio. Al Gran Premio d'Italia conquista la sua seconda Q3 di fila, classificandosi al 10º posto per le qualifiche sprint, al termine delle quali guadagna l'ottava posizione sulla griglia di partenza. In gara, dopo una buona partenza, è protagonista di un contatto con Carlos Sainz al primo giro, che lo costringe a rientrare ai box per cambiare l'ala anteriore, concludendo al 13º posto.
Nel Gran Premio di Turchia, nel Gran Premio degli Stati Uniti d'America e nel Gran Premio di Città del Messico termina per tre volte di fila all'undicesimo posto, confermando un miglioramento di prestazioni della vettura ma senza incrementare il suo bottino di punti, complici alcuni errori di strategia da parte del team nel Gran Premio messicano, a causa dei quali Giovinazzi, trovandosi in sesta posizione, in seguito a un tentativo di undercut fallito finisce la gara fuori dalla zona punti. Dopo il Gran Premio di San Paolo il team Sauber annuncia a Giovinazzi che non sarà il compagno di Valtteri Bottas nel 2022, al suo posto viene scelto Zhou Guanyu. Giovinazzi torna a punti nel Gran Premio d'Arabia Saudita, nel quale giunge nono.

#### Ritorno al ruolo di terzo pilota (2022)

##### 2022
Nella stagione 2022 Giovinazzi rimane terzo pilota della Ferrari insieme a Mick Schumacher. L'italiano ricopre il ruolo di pilota di riserva per dodici Gran Premi della stagione, quelli che non sono in concomitanza con i suoi impegni in Formula E, il tedesco invece per gli altri 11. Negli stessi Gran Premi Giovinazzi è a disposizione come pilota di riserva anche per l'Alfa Romeo e per la Haas, team clienti della Ferrari. Il pilota italiano scende in pista con la VF-22 del team Haas in due sessioni di prove libere, la prima nel Gran Premio d’Italia e la seconda nel Gran Premio degli Stati Uniti d'America.
A fine settembre Giovinazzi prende parte al maxi-test organizzato da Alpine sul circuito del Hungaroring, guidando, assieme a Jack Doohan, Nyck de Vries e Colton Herta, la Alpine A521 del team francese.

### Formula E

#### I test (2018)
Giovinazzi ha partecipato ai rookie test della Formula E a Marrakesh con il team DS Virgin Racing il 14 gennaio 2018 a bordo della DS Virgin DSV-03 prima del suo debutto ufficiale nel 2022.

#### L'esordio con la Dragon (2022)

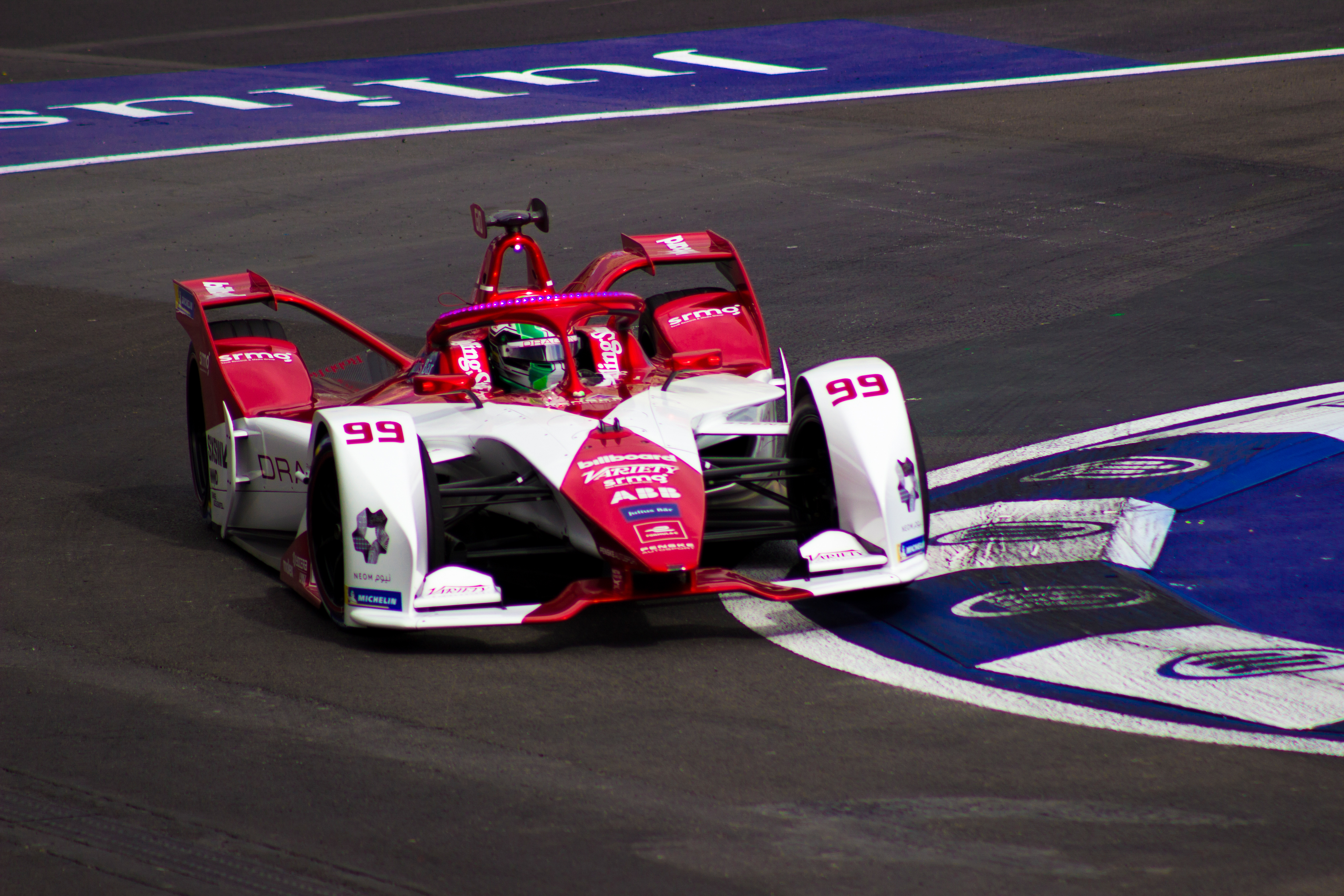
Antonio Giovinazzi durante E-Prix di Città del Messico del 2022

Nella stagione 2021-2022, dopo il mancato rinnovo di contratto per il suo posto in Formula 1, Giovinazzi firma con il team Dragon / Penske Autosport per disputare l'intera stagione. Inizio di stagione nella nuova categoria si dimostra molto complicato visto la differenza di guida rispetto alla Formula 1. L'italiano nelle prime sei gare lotta sempre nelle retrovie. A causa di una vettura poco competitiva ottiene due ritiri e un quattordicesimo posto nel E-Prix di Monaco come migliore risultato. Nel resto della stagione le prestazioni non migliorano, nel E-Prix di Giacarta e nelle due gare del E-Prix di New York è costretto al ritiro per colpa di una cattiva gestione del energia e problemi alla vettura.
Il primo lampo di competitività arriva nella qualifica della seconda gara del E-Prix di Londra, il pilota italiano si qualifica terzo. Partito bene viene penalizzato con un drive through per via di un errore della scuderia e successivamente viene costretto al ritiro. Nell prima gara del E-Prix di Seoul è coinvolto in un incidente che gli procura un infortunio alla mano, che costringe l'italiano a saltare l'ultima gara stagionale dove viene sostituito da Sacha Fenestraz. Giovinazzi chiude la stagione senza conquistare nessun punto iridato chiudendo penultimo in classifica.

### Ritorno nell'endurance

#### La vittoria a Le Mans con la Ferrari (2023-)

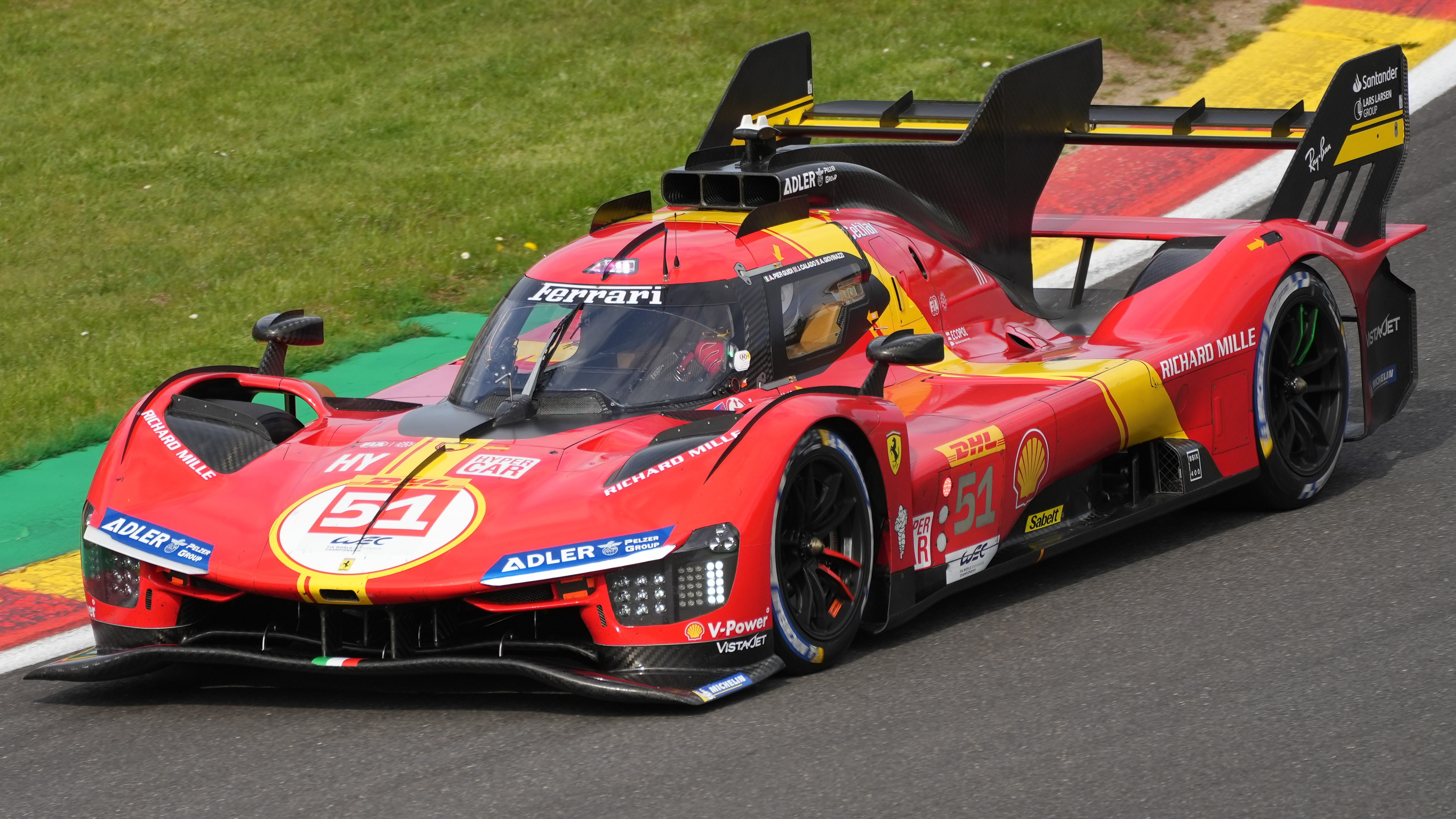
La Ferrari 499P di Giovinazzi durante la 6 ore di Spa 2023

Per la stagione 2023 del campionato del mondo endurance, la Ferrari decide di tornare dopo cinquant'anni nella serie nella massima classe, la Hypercar. Giovinazzi viene scelto come pilota ufficiale del marchio per portare in pista la nuova Ferrari 499P, che dividerà con Alessandro Pier Guidi e James Calado.
La vettura si rivela essere sin da subito molto competitiva ma al debutto alla 1000 Miglia di Sebring la 51 di Giovinazzi non riesce andare oltre il 15º posto, mentre la gemella, guidata da Antonio Fuoco, Miguel Molina e Nicklas Nielsen,si guadagna il gradino più basso del podio.
Alla 6 ore di Spa-Francorchamps, Giovinazzi e la sua squadra concludono terzi, ottenendo il primo podio in stagione, ma è all'appuntamento successivo, la 100esima edizione della 24 ore di Le Mans, che compiono il capolavoro. Dopo essersi qualificati 2° all'Hyperpole del venerdì, in gara conquistano una straordinaria vittoria davanti alla Toyota, riportando la Ferrari al trionfo nella classe regina dopo 58 anni.
Nel 2024 viene confermato insieme ai suoi compagni dalla Ferrari. Nell’edizione 2024 della 24 Ore di Le Mans, Giovinazzi torna nuovamente sul podio, questa volta al terzo posto. Confermato per il terzo anno consecutivo, ottiene l'Hyperpole nella prima qualifica del anno, la 1812 km del Qatar 2025. La pole non si converte in vittoria, che andrà alla 499P numero 50, la 51 di Giovinazzi terminerà terza. Nel weekend della 6 ore di Imola 2025, Giovinazzi conquista nuovamente l'Hyperpole. Il giorno della gara, domenica di Pasqua, la numero 51 parte bene distanziandosi dal gruppo; dopo il termine della safety car, Giovinazzi sorpassa la Porsche numero 6 che si era ritrovata al comando non avendo cambiato le gomme. Grazie alla buona strategia l'equipaggio della 51, che non saliva sul gradino più alto del podio dalla 24 Ore di Le Mans del 2023, è tornato alla vittoria imponendosi a Imola.

## Risultati

### Formula Abarth
Pilota China
| Anno    | Scuderia           | SHA | SHA | SHA | ORD | ORD | ORD | ORD | ORD | ORD | GUA | GUA | GUA | SEP | SEP | SEP | SEP | SEP | SEP | Punti | Posizione |
| ------- | ------------------ | --- | --- | --- | --- | --- | --- | --- | --- | --- | --- | --- | --- | --- | --- | --- | --- | --- | --- | ----- | --------- |
| 2012    | Eurasia Motorsport | 3   | 4   | 2   | 2   | 4   | 2   | 1   | 1   | 3   | 5   | Rit | 2   | 1   | 1   | 1   | 1   | Rit | 2   | 229   | 1º        |
| Legenda |                    |     |     |     |     |     |     |     |     |     |     |     |     |     |     |     |     |     |     |       |           |

Campionato italiano
| Anno    | Scuderia | MUG | MUG | MUG | MIS | MIS | MIS | SPI | SPI | SPI | IMO | IMO | IMO | VAL | VAL | VAL | MNZ | MNZ | MNZ | Punti | Posizione |
| ------- | -------- | --- | --- | --- | --- | --- | --- | --- | --- | --- | --- | --- | --- | --- | --- | --- | --- | --- | --- | ----- | --------- |
| 2012    | BVM      |     |     |     |     |     |     |     |     |     |     |     |     |     |     |     | 1   | 2   | 1   | -     | -         |
| Legenda |          |     |     |     |     |     |     |     |     |     |     |     |     |     |     |     |     |     |     |       |           |

Campionato europeo
| Anno    | Scuderia | VAL | VAL | VAL | HUN | HUN | HUN | MUG | MUG | MUG | MIS | MIS | MIS | SPI | SPI | SPI | IMO | IMO | IMO | VAL | VAL | VAL | MNZ | MNZ | MNZ | Punti | Posizione |
| ------- | -------- | --- | --- | --- | --- | --- | --- | --- | --- | --- | --- | --- | --- | --- | --- | --- | --- | --- | --- | --- | --- | --- | --- | --- | --- | ----- | --------- |
| 2012    | BVM      |     |     |     |     |     |     |     |     |     |     |     |     |     |     |     |     |     |     |     |     |     | 1   | 2   | 1   | -     | -         |
| Legenda |          |     |     |     |     |     |     |     |     |     |     |     |     |     |     |     |     |     |     |     |     |     |     |     |     |       |           |

### Formula 3
Campionato britannico
| Anno    | Scuderia        | SIL | SIL | SIL | SPA | SPA | SPA | BRA | BRA | BRA | NUR | NUR | NUR | Punti | Posizione |
| ------- | --------------- | --- | --- | --- | --- | --- | --- | --- | --- | --- | --- | --- | --- | ----- | --------- |
| 2013    | Double R Racing | 6   | 1   | 7   | 5   | 3   | 1   | 3   | 2   | Rit | 2   | 6   | 3   | 135   | 2º        |
| Legenda |                 |     |     |     |     |     |     |     |     |     |     |     |     |       |           |

Campionato europeo
| Anno    | Scuderia                 | MNZ | MNZ | MNZ | SIL | SIL | SIL | HOC | HOC | HOC | BRA | BRA | BRA | SPI | SPI | SPI | NOR | NOR | NOR | NUR | NUR | NUR | ZAN | ZAN | ZAN | VAL | VAL | VAL | HOC | HOC | HOC |     |     |     | Punti | Posizione |
| ------- | ------------------------ | --- | --- | --- | --- | --- | --- | --- | --- | --- | --- | --- | --- | --- | --- | --- | --- | --- | --- | --- | --- | --- | --- | --- | --- | --- | --- | --- | --- | --- | --- | --- | --- | --- | ----- | --------- |
| 2013    | Double R Racing          | 22  | 12  | 13  | SQ  | NP  | 11  | 12  | Rit | 24  | 11  | 16  | 9   | 15  | 23  | Rit | Rit | 23  | Rit | 18  | 16  | 10  | 14  | Rit | 11  | 9   | 7   | 13  | 17  | 7   | 6   |     |     |     | 31    | 17º       |
| Anno    | Scuderia                 | SIL | SIL | SIL | HOC | HOC | HOC | PAU | PAU | PAU | HUN | HUN | HUN | SPA | SPA | SPA | NOR | NOR | NOR | MOS | MOS | MOS | SPI | SPI | SPI | NUR | NUR | NUR | IMO | IMO | IMO | HOC | HOC | HOC | Punti | Posizione |
| 2014    | Jagonya Ayam with Carlin | 12  | 8   | 5   | Rit | 2   | 5   | 7   | 4   | 10  | 23  | 6   | 5   | Rit | 9   | 11  | Ret | 9   | 7   | 13  | 16  | 10  | 2   | 16  | 1   | 3   | 1   | Rit | 5   | 3   | Rit | 4   | 2   | 5   | 238   | 6º        |
| Anno    | Scuderia                 | SIL | SIL | SIL | HOC | HOC | HOC | PAU | PAU | PAU | MNZ | MNZ | MNZ | SPA | SPA | SPA | NOR | NOR | NOR | ZAN | ZAN | ZAN | SPI | SPI | SPI | POR | POR | POR | NUR | NUR | NUR | HOC | HOC | HOC | Punti | Posizione |
| 2015    | Jagonya Ayam with Carlin | 2   | 3   | 2   | 1   | 3   | 3   | 2   | 3   | 1   | 4   | Rit | 4   | Rit | 9   | 15  | 2   | 22  | 1   | 1   | 2   | 2   | 3   | 2   | 1   | 9   | 8   | 8   | 10  | 2   | 13  | 6   | 1   | 3   | 412,5 | 2º        |
| Legenda |                          |     |     |     |     |     |     |     |     |     |     |     |     |     |     |     |     |     |     |     |     |     |     |     |     |     |     |     |     |     |     |     |     |     |       |           |

Master di Zandvoort
| Anno    | Scuderia                 | Risultato |
| ------- | ------------------------ | --------- |
| 2013    | Double R Racing          | 10º       |
| 2015    | Jagonya Ayam with Carlin | 1º        |
| Legenda |                          |           |

Gran Premio di Macao
| Anno    | Scuderia                 | Risultato |
| ------- | ------------------------ | --------- |
| 2015    | Jagonya Ayam with Carlin | 4º        |
| Legenda |                          |           |

### DTM
| Anno    | Scuderia                | Vettura      | HOC | HOC | LAU | LAU | NOR | NOR | ZAN | ZAN | RBR | RBR | MSC | MSC | OSC | OSC | NÜR | NÜR | HOC | HOC | Punti | Posizione |
| ------- | ----------------------- | ------------ | --- | --- | --- | --- | --- | --- | --- | --- | --- | --- | --- | --- | --- | --- | --- | --- | --- | --- | ----- | --------- |
| 2015    | Audi Sport Team Phoenix | Audi RS5 DTM |     |     |     |     |     |     |     |     |     |     | 19  | 21  |     |     |     |     |     |     | 0     | 25º       |
| Legenda |                         |              |     |     |     |     |     |     |     |     |     |     |     |     |     |     |     |     |     |     |       |           |

### Asian Le Mans Series
| Anno      | Scuderia                  | Vettura  | FUJ | SEP | BUR | SEP | Punti | Posizione |
| --------- | ------------------------- | -------- | --- | --- | --- | --- | ----- | --------- |
| 2015-2016 | Jagonya Ayam with Eurasia | Oreca 03 |     |     | 1   | 1   | 51    | 4º        |
| Legenda   |                           |          |     |     |     |     |       |           |

### European Le Mans Series
| Anno    | Scuderia   | Vettura             | SIL | IMO | SPI | LEC | SPA | EST | Punti | Posizione |
| ------- | ---------- | ------------------- | --- | --- | --- | --- | --- | --- | ----- | --------- |
| 2016    | SMP Racing | BR Engineering BR01 | 5   |     |     |     |     |     | 10    | 24º       |
| Legenda |            |                     |     |     |     |     |     |     |       |           |

### Campionato del mondo endurance
| Anno    | Scuderia                  | Classe   | Vettura      | SIL | SPA | LMS | NÜR | CIT | AUS | FUJ | SHA | SAK | Punti | Pos.  |
| ------- | ------------------------- | -------- | ------------ | --- | --- | --- | --- | --- | --- | --- | --- | --- | ----- | ----- |
| 2016    | Extreme Speed Motorsports | LMP2     | Ligier JS P2 |     |     |     |     |     |     | 4   | 2   |     | 30    | 20º   |
| Anno    | Squadra                   | Classe   | Vettura      | SEB | ALG | SPA | LMS | MON | FUJ | BHR |     |     | Punti | Pos.  |
| 2023    | Ferrari AF Corse          | Hypercar | Ferrari 499P | 7   | 6   | 3   | 1   | 5   | 5   | 6   |     |     | 114   | 4°    |
| Anno    | Squadra                   | Classe   | Vettura      | QAT | IMO | SPA | LMS | SÃO | COA | FUJ | BHR |     | Punti | Pos.1 |
| 2024    | Ferrari AF Corse          | Hypercar | Ferrari 499P | 12  | 7   | 4   | 3   | 5   | Rit | Rit | 2   |     | 59    | 8°    |
| Anno    | Squadra                   | Classe   | Vettura      | QAT | IMO | SPA | LMS | SÃO | COA | FUJ | BHR |     | Punti | Pos.  |
| 2025    | Ferrari AF Corse          | Hypercar | Ferrari 499P | 3   | 1   | 1   | 3   |     |     |     |     |     | 105*  |       |
| Legenda |                           |          |              |     |     |     |     |     |     |     |     |     |       |       |

* Stagione in corso.

#### 24 Ore di Le Mans
| Anno | Classe    | N° | Gomme | Vettura                                  | Squadra          | Co-piloti                          | Giri | Pos. Assol. | Pos. di Classe |
| ---- | --------- | -- | ----- | ---------------------------------------- | ---------------- | ---------------------------------- | ---- | ----------- | -------------- |
| 2018 | LMGTE Pro | 52 | M     | Ferrari 488 GTE Evo                      | AF Corse         | Toni Vilander Luís Felipe Derani   | 341  | 20º         | 5º             |
| 2023 | Hypercar  | 51 | M     | Ferrari 499P Ferrari F163 3.0 L Turbo V6 | Ferrari AF Corse | Alessandro Pier Guidi James Calado | 342  | 1º          | 1º             |
| 2024 | Hypercar  | 51 | M     | Ferrari 499P Ferrari F163 3.0 L Turbo V6 | Ferrari AF Corse | Alessandro Pier Guidi James Calado | 311  | 3º          | 3º             |
| 2025 | Hypercar  | 51 | M     | Ferrari 499P Ferrari F163 3.0 L Turbo V6 | Ferrari AF Corse | Alessandro Pier Guidi James Calado | 387  | 3º          | 3º             |

### GP2
(Legenda) N.B. Le gare in grassetto indicano una pole position mentre quelle in corsivo indicano il giro più veloce in gara.
| Stagione | Team         | 1   | 2   | 3   | 4   | 5   | 6   | 7   | 8   | 9   | 10  | 11  | 12  | 13  | 14  | 15  | 16  | 17  | 18  | 19  | 20  | 21  | 22  | Punti | Pos. |
| -------- | ------------ | --- | --- | --- | --- | --- | --- | --- | --- | --- | --- | --- | --- | --- | --- | --- | --- | --- | --- | --- | --- | --- | --- | ----- | ---- |
| 2016     | Prema Racing | CAT | CAT | MON | MON | BAK | BAK | RBR | RBR | SIL | SIL | HUN | HUN | HOC | HOC | SPA | SPA | MNZ | MNZ | SEP | SEP | YMC | YMC | 211   | 2º   |
| 2016     | Prema Racing | 18  | Rit | 11  | 18  | 1   | 1   | Rit | 5   | 2   | 4   | 2   | 17  | 8   | Rit | 6   | 1   | 1   | 3   | 1   | 4   | 5   | 6   | 211   | 2º   |

### Formula 1
| 2017 | Scuderia    | Vettura   |    |     |  |  |  |  |  |  |  |    |    |  |  |    |    |  |  |    |    |    |  |  |  |  | Punti | Pos. |
| ---- | ----------- | --------- | -- | --- |  |  |  |  |  |  |  | -- | -- |  |  | -- | -- |  |  | -- | -- | -- |  |  |  |  | ----- | ---- |
| 2017 | Sauber Haas | C36 VF-17 | 12 | Rit |  |  |  |  |  |  |  | SP | SP |  |  | SP | SP |  |  | SP | SP | SP |  |  |  |  | 0     | 22º  |

| 2018 | Scuderia | Vettura |  |  |  |  |  |  |  |  |  |  |    |    |  |  |  |    |  |  |    |    |    |  |  |  | Punti | Pos. |
| ---- | -------- | ------- |  |  |  |  |  |  |  |  |  |  | -- | -- |  |  |  | -- |  |  | -- | -- | -- |  |  |  | ----- | ---- |
| 2018 | Sauber   | C37     |  |  |  |  |  |  |  |  |  |  | SP | SP |  |  |  | SP |  |  | SP | SP | SP |  |  |  | –     |      |

| 2019 | Scuderia          | Vettura |    |    |    |    |    |    |    |    |    |     |    |    |    |   |    |    |    |    |    |   |    |  |  |  | Punti | Pos. |
| ---- | ----------------- | ------- | -- | -- | -- | -- | -- | -- | -- | -- | -- | --- | -- | -- | -- | - | -- | -- | -- | -- | -- | - | -- |  |  |  | ----- | ---- |
| 2019 | Alfa Romeo Racing | C38     | 15 | 11 | 15 | 12 | 16 | 19 | 13 | 16 | 10 | Rit | 13 | 18 | 18 | 9 | 10 | 15 | 14 | 14 | 14 | 5 | 16 |  |  |  | 14    | 17º  |

| 2020 | Scuderia          | Vettura |   |    |    |    |    |    |     |    |     |    |    |    |    |     |    |    |    |  |  |  |  |  |  |  | Punti | Pos. |
| ---- | ----------------- | ------- | - | -- | -- | -- | -- | -- | --- | -- | --- | -- | -- | -- | -- | --- | -- | -- | -- |  |  |  |  |  |  |  | ----- | ---- |
| 2020 | Alfa Romeo Racing | C39     | 9 | 14 | 17 | 14 | 17 | 16 | Rit | 16 | Rit | 11 | 10 | 15 | 10 | Rit | 16 | 13 | 16 |  |  |  |  |  |  |  | 4     | 17º  |

| 2021 | Scuderia          | Vettura |    |    |    |    |    |    |    |    |    |    |    |    |    |    |    |    |    |    |    |    |   |     |  |  | Punti | Pos. |
| ---- | ----------------- | ------- | -- | -- | -- | -- | -- | -- | -- | -- | -- | -- | -- | -- | -- | -- | -- | -- | -- | -- | -- | -- | - | --- |  |  | ----- | ---- |
| 2021 | Alfa Romeo Racing | C41     | 12 | 14 | 12 | 15 | 10 | 11 | 15 | 15 | 14 | 13 | 13 | 13 | 14 | 13 | 16 | 11 | 11 | 11 | 14 | 15 | 9 | Rit |  |  | 3     | 18º  |

| 2022 | Scuderia | Vettura |  |  |  |  |  |  |  |  |  |  |  |  |  |  |  |    |  |  |    |  |  |  |  |  | Punti | Pos. |
| ---- | -------- | ------- |  |  |  |  |  |  |  |  |  |  |  |  |  |  |  | -- |  |  | -- |  |  |  |  |  | ----- | ---- |
| 2022 | Haas     | VF-22   |  |  |  |  |  |  |  |  |  |  |  |  |  |  |  | SP |  |  | SP |  |  |  |  |  | –     |      |

| Legenda | 1º posto     | 2º posto | 3º posto    | A punti         | Senza punti/Non class.  | Grassetto – Pole position Corsivo – Giro più veloce Apice – Risultato Sprint (A punti) |
| Legenda | Squalificato | Ritirato | Non partito | Non qualificato | Solo prove/Terzo pilota | Grassetto – Pole position Corsivo – Giro più veloce Apice – Risultato Sprint (A punti) |

### Formula E
(legenda) (Le gare in grassetto indicano la pole position) (Le gare in corsivo indicano Gpv)
| Anno    | Squadra                   | Vettura           | 1       | 2       | 3        | 4       | 5        | 6       | 7      | 8      | 9       | 10     | 11      | 12      | 13      | 14      | 15      | 16      | Punti | Pos. |
| ------- | ------------------------- | ----------------- | ------- | ------- | -------- | ------- | -------- | ------- | ------ | ------ | ------- | ------ | ------- | ------- | ------- | ------- | ------- | ------- | ----- | ---- |
| 2021-22 | Dragon / Penske Autosport | Spark-Penske EV-5 | DIR 20* | DIR 20* | MEX Rit* | ROM 19* | ROM Rit* | MON 14* | BER 20 | BER 22 | GIA Rit | MAR 19 | NYC Rit | NYC Rit | LON Rit | LON Rit | SEO Rit | SEO INF | 0     | 23º  |

- G: Pilota con il giro più veloce nel gruppo di qualifica.
- *: Fanboost

## Vita privata
Si è sposato nel dicembre 2024 con Antonella Maraglino. Il suo testimone di nozze è stato Sean Gelael.